# Hermann Joseph Hürth

Villa Giani in Aachen

Hermann Joseph Hürth (* 17. Mai 1847 in Köln; † 21. Februar 1935 in Aachen) war ein deutscher Architekt.

## Leben
Hermann Joseph Hürth wurde im Kölner Büro des Architekten Julius Raschdorff praktisch ausgebildet und blieb dort bis ca. 1870. Anschließend gründete er ein eigenes Architekturbüro in Aachen, in dem er sich insbesondere mit Aufträgen von der katholischen Kirche beschäftigte. Er bevorzugte dabei den neugotischen Baustil und die Verwendung von Sichtmauerwerk.
Er war verheiratet mit Wilhelmine Fleischhauer. Seine Söhne Theodor Hürth und Franz Hürth wurden bekannte katholische Theologen. 1885 heiratete er in zweiter Ehe Maria Margaretha Hubertina Oidtmann aus Linnich, eine Tochter des Unternehmers Heinrich Oidtmann (1833–1890) und mütterlicherseits eine Urenkelin des Merzenhausener Gutsbesitzers Johann Joseph Gottfried Opfergelt (1770–1842). Mit ihr hatte er drei weitere Kinder.

## Bauten
- Burghaus für Prof. Rocks in Bonn
- Sanatorium auf dem Venusberg in Bonn
- Haus Marienhöhe (Villa Monheim) für Leonard Monheim in Aachen-Königshügel, Muffeter Weg 3 (1873–1874)
- Mutterhaus der Josefsschwestern in Trier
- Mutterhaus der Franziskanerinnen in Aachen
- Mutterhaus (Haus Loreto) der Schwestern vom armen Kinde Jesus in Simpelveld, Niederlande
- Villa für Caspar Giani in Aachen, Sanatoriumstraße (1878–1879)
- Erweiterungsbauten für das Alexianerkloster Aachen (1880, 1888, 1896)
- Ignatiuskolleg der Jesuiten in Valkenburg aan de Geul, Niederlande
- Taufkapelle der Pfarrkirche St. Johann in (Aachen-)Burtscheid (1881)
- Kloster vom Guten Hirten in Aachen (1886–1887)
- Erweiterungsbau für das „Hochgrundhaus“ im Von-Halfern-Park in Aachen (nach 1890)
- Umbau und Neubau Kloster Kalvarienberg in Ahrweiler (1898)
- Klosterkirche der Christenserinnen in Aachen, Aureliusstraße (1899)

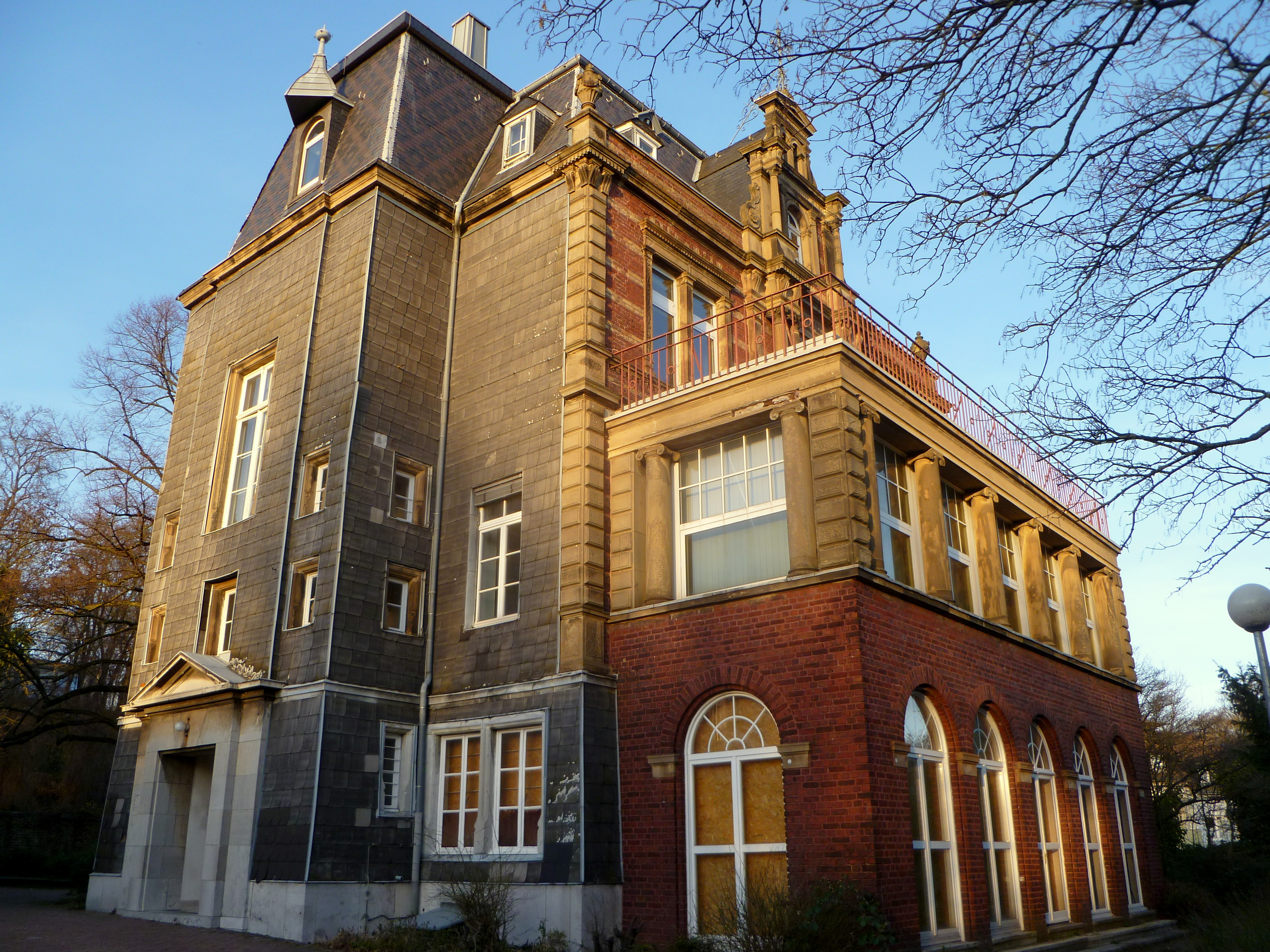
Villa Monheim in Aachen
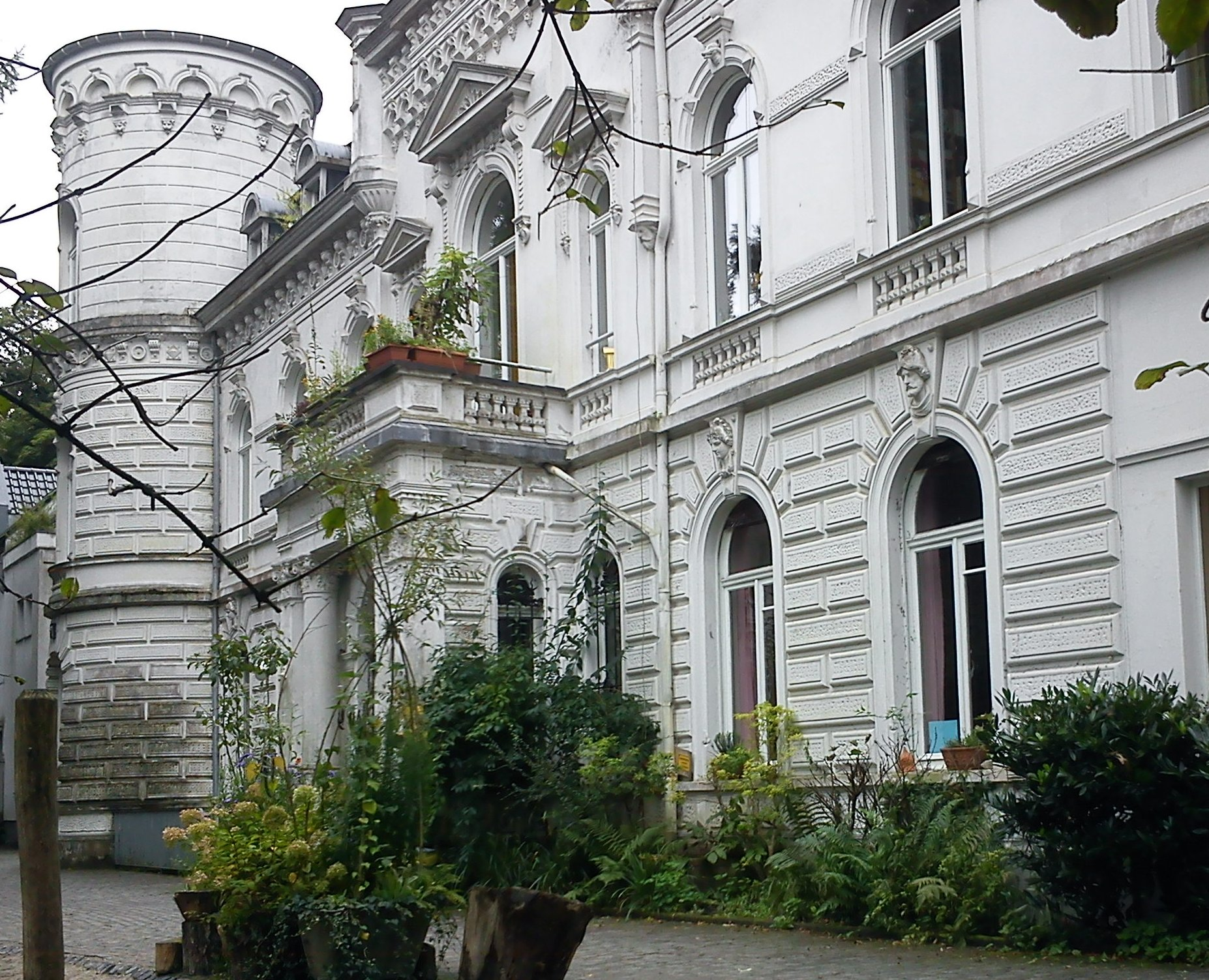
Herrenhaus „Hochgrundhaus“
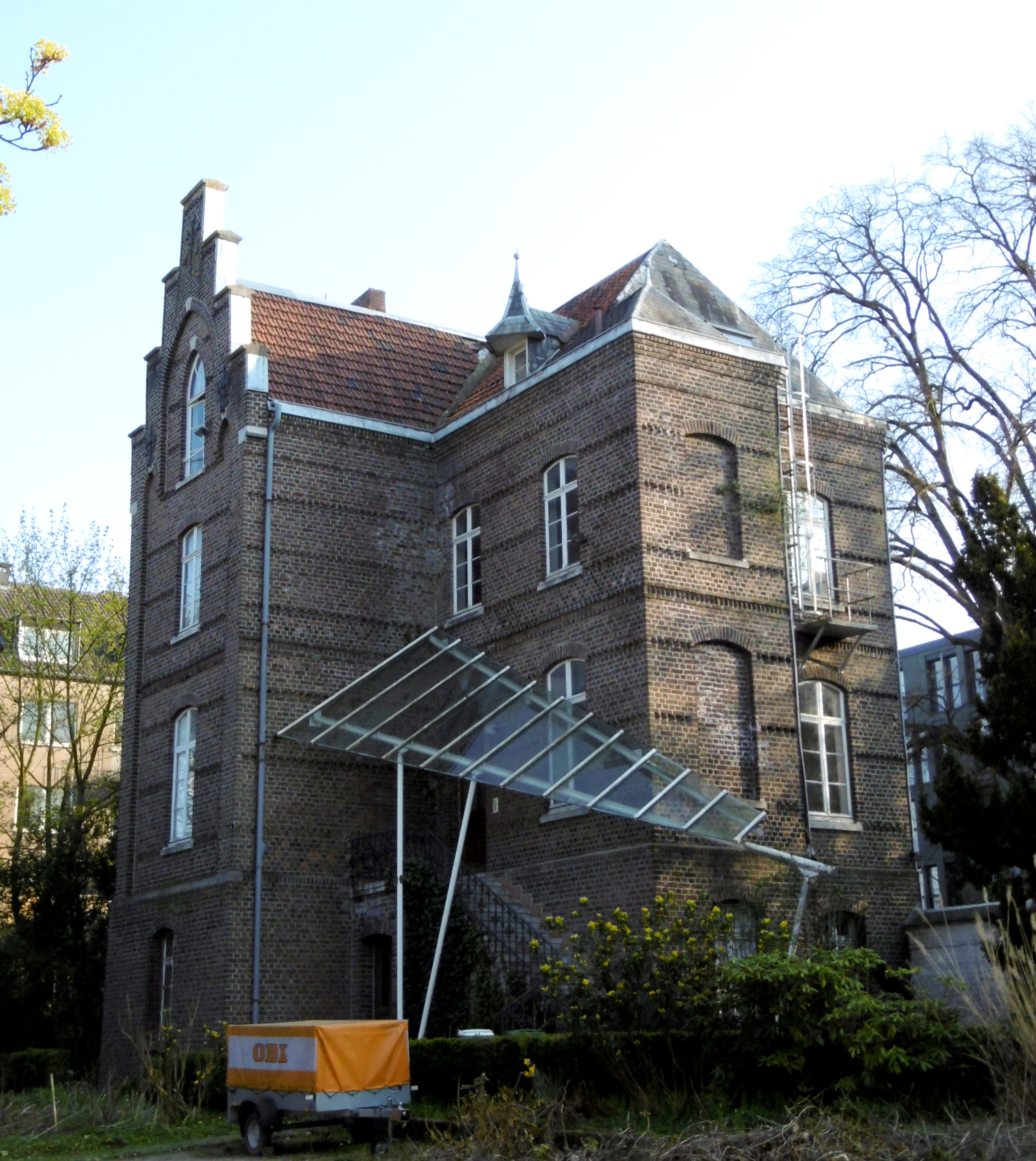
Priesterhaus des Klosters zum Guten Hirten
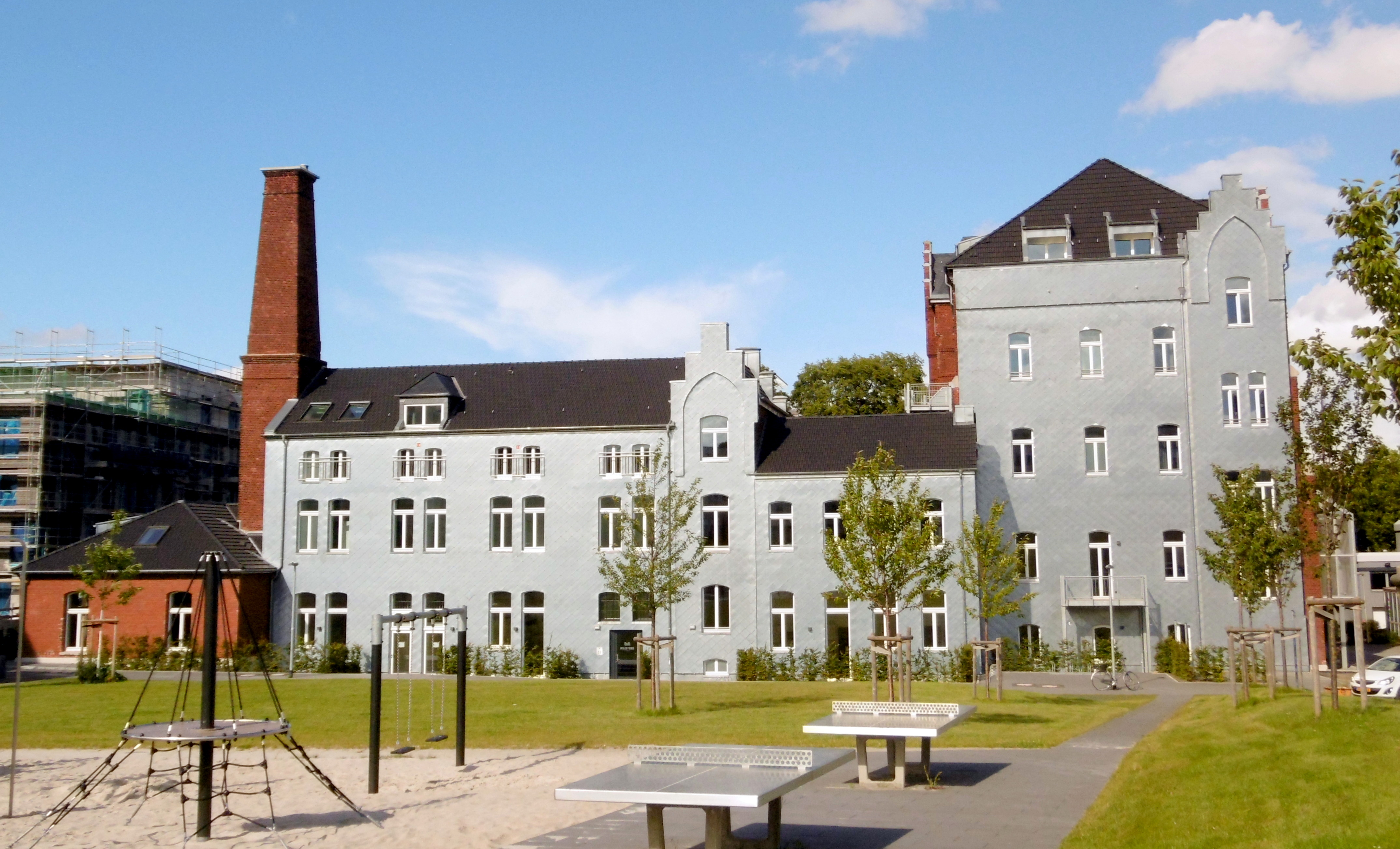
Zöglinghaus des Klosters zum Guten Hirten
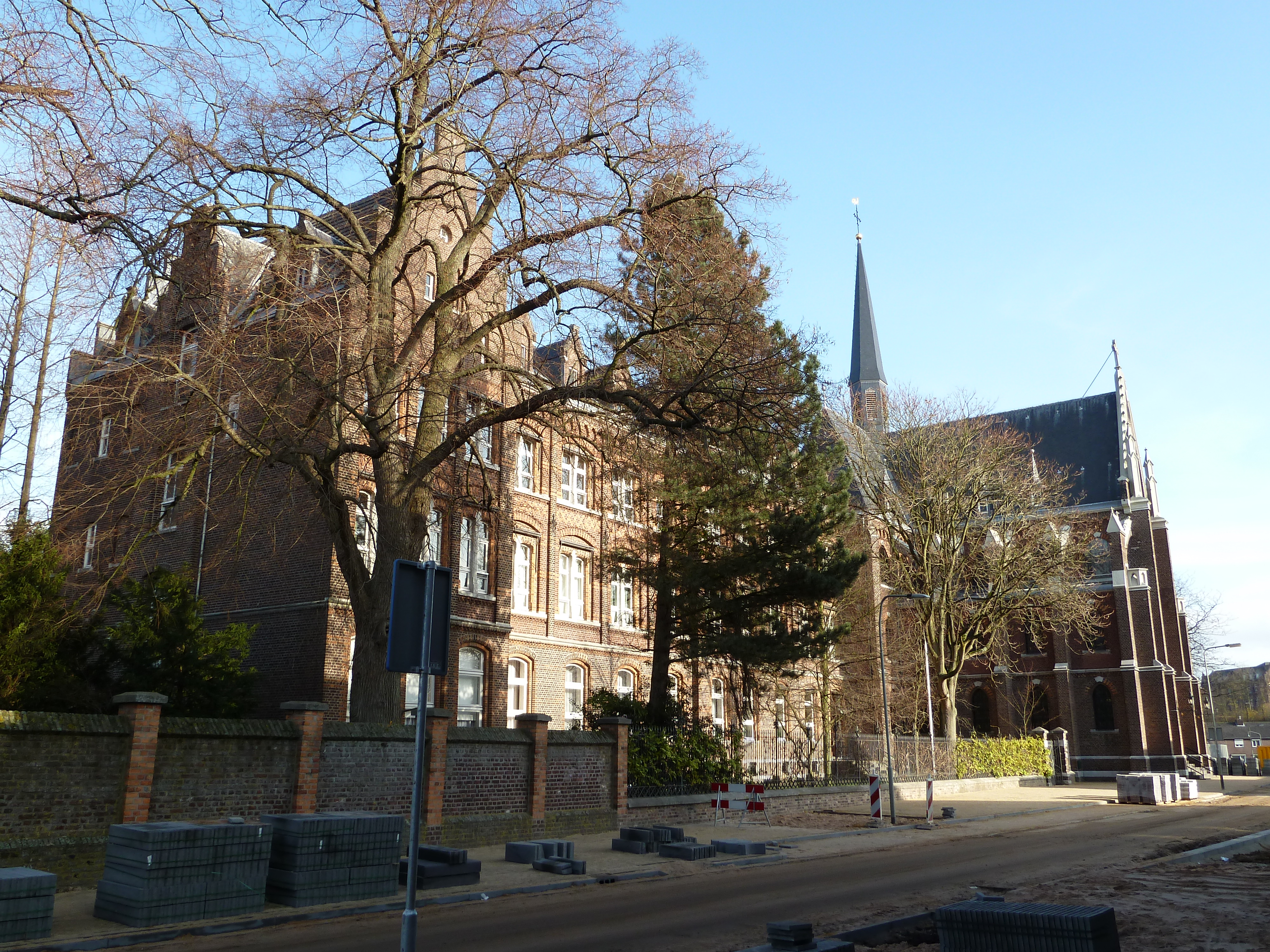
Kloosterstraat in Simpelveld